# Agnetina annulipes
Agnetina annulipes és una espècie d'insecte plecòpter pertanyent a la família dels pèrlids. que es troba a Nord-amèrica: Alabama, Florida, el districte de Colúmbia, Indiana, Louisiana, Maryland, Mississipi, Pennsilvània, Carolina del Sud, Virgínia i Virgínia Occidental.